# Красная Пристань
Красная Пристань — деревня Клетнянского района Брянской области России. Входит в состав Мирнинского сельского поселения.

## История
Постановлением президиума ВЦИК РСФСР от 19 ноября 1923 года деревня Херовка Корсиковской волости переименована в Красную Пристань.

## Население
| 2010 | 2013 |
| ---- | ---- |
| 20   | ↘17  |